# Gzip
gzip (abreviació de GNU Zip) és un programari lliure GNU de compressió de dades, que substitueix al programa compress d'UNIX. gzip es va crear per Jean-loup Gailly i Mark Adler, i el 31 d'octubre de 1992 n'aparegué la versió 0.1, i el febrer de 1993 la versió 1.0.
gzip es basa en l'algoritme DEFLATE, que és una combinació del LZ77 i el Huffman. DEFLATE es va desenvolupar com a resposta a les patents que van cobrir LZW i d'altres algoritmes de compressió i limitaven l'ús del compress.
No s'ha de confondre el gzip amb el Zip, ja que no són compatibles. gzip no arxiva fitxers, només els comprimeix. A causa d'això tot sovint s'utilitza conjuntament amb alguna eina per arxivar (popularment TAR).
Per a facilitar el desenvolupament del programari que requeria algorismes de compressió, els mateixos autors de gzip, crearen la llibreria zlib, aquesta llibreria, suporta el format de fitxers gzip i la compressió DEFLATE. És molt utilitzada perquè és petita, eficient i molt versàtil. Des de finals dels noranta s'ha produït algun moviment de gzip a bzip2 que sovint produeix arxius més petits tot i que és més lent.
El format de compressió zlib, l'algoritme DEFLATE i el format gzip van ser estandarditzats com a RFC 1950, RFC 1951 i RFC 1952 respectivament.
Normalment, l'extensió dels arxius gzipats és .gz. El programari d'Unix sovint es distribueix en fitxers amb extensió .tar.gz o .tgz, anomenats tarballs. Són fitxers empaquetats amb tar i comprimits amb gzip. Es poden descomprimir amb l'ordre gzip -d fitxer.tar.gz o desempaquetar amb tar -xzf arxiu.tar.gz. Avui en dia, cada vegada es distribueix més i més programari en arxius fitxer.tar.bz2 a causa dels avantatges de la compressió bzip2.